# Swiftia exserta
Swiftia exserta is een zachte koraalsoort uit de familie Plexauridae. De koraalsoort komt uit het geslacht Swiftia. Swiftia exserta werd in 1786 voor het eerst wetenschappelijk beschreven door Ellis & Solander. 